# Okręg wyborczy Richmond Park
Okręg wyborczy Richmond Park został utworzony w 1997 r. w miejsce dawnego okręgu Richmond and Barnes oraz północnej części okręgu Kingston upon Thames. Znajduje się w londyńskiej dzielnicy Richmond. Wysyła do brytyjskiej Izby Gmin jednego deputowanego.

## Deputowani do Izby Gmin z okręgu Richmond Park
| Wybory | Deputowany    | Partia               |
| ------ | ------------- | -------------------- |
| 1997   | Jenny Tonge   | Liberalni Demokraci  |
| 2005   | Susan Kramer  | Liberalni Demokraci  |
| 2010   | Zac Goldsmith | Partia Konserwatywna |
| 2016   | Sarah Olney   | Liberalni Demokraci  |
| 2017   | Zac Goldsmith | Partia Konserwatywna |